# Tunîkî, Bohuslav
Tunîkî (în ucraineană Туники) este un sat în comuna Șupîkî din raionul Bohuslav, regiunea Kiev, Ucraina.

## Demografie
Componența lingvistică a localității Tunîkî
     Ucraineană (98,47%)
     Rusă (1,53%)
Conform recensământului din 2001, majoritatea populației localității Tunîkî era vorbitoare de ucraineană (98,47%), existând în minoritate și vorbitori de rusă (1,53%).